# Willi Röbke
Willi Röbke (27 dicembre 1946) è un attore e doppiatore tedesco.

## Biografia
Röbke è cresciuto nell'Algovia e ha completato la sua formazione da attore a Monaco. Dopo una carriera da attore teatrale è diventato un doppiatore. Contemporaneamente ha avuto ruoli come attore televisivo.

## Filmografia

### Serie televisive
- L'ispettore Derrick (Derrick)  - serie TV (9 episodi) (1978-1984)
- Il commissario Köster (Der Alte) - serie TV (1979)
- La clinica della Foresta Nera (Die Schwarzwaldklinik) - serie TV (1985)
- Löwengrube (Löwengrube) - serie TV (1989)

## Doppiaggio

### Film
- Kabir Bedi in Octopussy - Operazione piovra
- G. Smokey Campbell in La banda dei Rollerboys
- J. K. Simmons in C'eravamo tanto odiati

### Film d'animazione
- Philip Sherman in Alla ricerca di Nemo
- El Dorago in One Piece - Per tutto l'oro del mondo
- Willy in One Piece - Trappola mortale
- Tony Ciccione in I Simpson - Il film
- Tyrannosaurus Rex in Futurama - Il gioco di Bender
- Scooby-Doo in Scooby!

### Serie televisive
- Gerry O’Brien in Il Trono di Spade
- Langley Kirkwood in One Piece

### Serie televisive d'animazione
- Optimus Prime in Transformers
- Wolverine in Insuperabili X-Men
- Tremotino in Simsalagrimm
- Tony Ciccione, Reverendo Lovejoy, Serpe, Hank Scorpio e Rainer Wolfcastle in I Simpson
- Chuck Thorndyke e Vector the Crocodile in Sonic X
- Vilgax in Ben 10, Ben 10: Omniverse
- Sapi, Absalom e Jinbei in One Piece

### Videogiochi
- Don Frank Vinci in Mafia II
- Scooby-Doo in LEGO Dimensions